# عبد الرزاق خوجة
عبد الرزاق عبد الله خوجة (1932م - 12 مارس 2025م) خطاط سعودي، كان أول من خطّ العملة الورقية والمعدنية «الريال».

## خط العملات السعودية
قال خوجة إنه صمّم أول عملة معدنية وورقية في عهد الملك فيصل في عام 1387هـ، وهو في الثانية والعشرين من عمره، ثم كتب العملة التي صدرت لاحقاً في عهد الملك خالد، والعملة المطبوعة في عهد الملك فهد، حيث كانت أول فئة 500 ريال من العملة الورقية تظهر عليها صورة الملك عبدالعزيز، كما ظهرت حينها فئتا 200 و20 ريالا.
ولم تكن كتابة العملات فقط هي تخصص الخطاط خوجة، حيث عمل في المراسم الملكية بجدة وخطّ الأوشحة والأوسمة لعدد من الرؤساء والشخصيات البارزة، مثل الرئيس السوداني السابق جعفر النميري، والرئيس الفرنسي الأسبق فاليري جيسغارد، والرئيس الأمريكي جيمي كارتر، وغيرهم.
كما عمل خوجة – الذي عاصر عهود الملك فيصل والملك خالد والملك فهد رحمهم الله- خطاطاً متعاوناً في قسم الجوازات الدبلوماسية، وقام بكتابة جوازات الملك خالد والملك فهد والأمير نايف.

## العمل في الصحافة
- بدأ خوجة حياته المهنية خطاطًا في الصحف السعودية بمطبعة الاصفهاني في جدة منذ خمسينات القرن العشرين، حيث كتب العناوين والمانشيتات يدويًا لصحف مثل: الندوة، عكاظ، البلاد والمدينة.[4]
- حضر خوجة في الوسط الصحفي وأمضى فيه أكثر من نصف قرن، خطّ فيها أهم عناوين الصحف الرئيسية التي كانت محور أحداث مفصلية في تاريخ المملكة، مثل صحف «البلاد، والمدينة، وعكاظ»، ويقول إن أول عنوان رئيسي خطّه على الصفحة الأولى بصحيفة «الندوة» عام 1961م كان «40 مليون ريال للمشاريع العامة».
- ولد عبد الرزاق خوجة في مكة المكرمة، وتوقفت حياته الدراسية عند المرحلة الثانية المتوسطة، وعمل في خطّ وكتابة العملات والأوسمة وعناوين ومحتوى الكتب الدراسية، حتى تقاعد عام 2008، متمماً مسيرة نصف قرن من رحلة الخط العربي.

## الأبناء
عدنان، وعماد، وعصام، وعادل، ويحيى.

## الجوائز
جائزة الخط العربي في مسابقة "الخط من تراثنا" التي رعاها أمير منطقة مكة المكرمة الأمير خالد الفيصل عام 2019.

## الوفاة
توفي في 10 رمضان 1446هـ الموافق 12 مارس 2025م.